# Wapen van Steenokkerzeel

Het wapen van Steenokkerzeel (sinds 1987).

Het Wapen van Steenokkerzeel is het heraldisch wapen van de Belgische gemeente Steenokkerzeel. Het wapen werd op 3 december 1987 aan de fusiegemeente Steenokkerzeel toegekend.

## Geschiedenis
Het gemeentewapen is gebaseerd op de officiële wapens van voor de fusie van de deelgemeentes Melsbroek en Perk en het officieuze wapen van Steenokkerzeel. Het gaat hierbij om de wapens van de families de Lannoy (Steenokkerzeel), van Steelant (Perk) en het oorspronkelijke wapen de Locquenghien (Melsbroek).

## Blazoenering
Het huidige wapen heeft de volgende blazoenering:
Ingebogen gekapt 1. in zilver drie leeuwen van sinopel, geklauwd en getongd van keel, gekroond van goud 2. in keel een dwarsbalk van zilver, getralied van lazuur 3. in goudhermelijn een leeuw van sinopel, geklauwd en getongd van keel.— Ministerieel Besluit van 3 december 1987.